# Louis-Philippe Hébert (acteur)
Pour les articles homonymes, voir Louis-Philippe Hébert et Hébert.
Louis-Philippe Hébert (1900-26 décembre 1978) est un acteur québécois.
Louis-Philippe Hébert était résident de Sainte-Béatrix. Il résidait dans le rang Sainte-Cécile.

## Filmographie
- 1957 : Au chenal du moine (série télévisée) : Le Grec
- 1956-1970 : Les Belles Histoires des pays d'en haut (série télévisée) : François-Xavier Laloge
- 1956 : Le Survenant (série télévisée) : Le Grec
- 1947 : Whispering City : Hotel Clerk
- 1947 : La forteresse : Hotel Clerk